# Statsminister Staunings Bisættelse
|  | Denne artikel er oprettet af botten Steenthbot ud fra en ekstern database. Den kan derfor have sproglige fejl eller mangler. Denne skabelon kan fjernes efter kontrol af indholdet. |

Statsminister Staunings Bisættelse er en dansk dokumentarisk optagelse fra 1942.

## Handling
Optagelser i forbindelse med statsminister Thorvald Staunings død. Tilbageblik på Staunings liv og arbejdsår, bl.a. Næstved-kanalens indvielse, besøg i Horserødlejren med glade feriebørn, et DSU-møde og indvielsen af Lyngbys Rådhus. Bisættelsesceremonien i Forum 10. maj med deltagelse af bl.a. statsminister Vilhelm Buhl, Kong Christian X, Kronprins Frederik og Prins Knud. Efterfølgende kortegekørsel gennem København, hvor tusindvis af danskere tager afsked med Stauning.

## Medvirkende
- Thorvald Stauning
- Kong Christian X
- Vilhelm Buhl
- Kong Frederik IX
- Prins Knud